# Oba (España)
Oba es una entidad de población española del municipio de Dima, perteneciente a la provincia de Vizcaya, en la comunidad autónoma del País Vasco. 

## Historia
A mediados del siglo XIX, existían en Dima las barriadas de Oba de Abajo y Oba de Arriba, tal y como aparecen referidas en el duodécimo volumen del Diccionario geográfico-estadístico-histórico de España y sus posesiones de Ultramar de Pascual Madoz. En 2022, la entidad singular de población de Oba tenía empadronados 46 habitantes y el núcleo de población, quince.